# Nikifórosz Vretákosz
Nikifórosz Vretákosz (Νικηφόρος Βρεττάκος; Krokeész, 1912. január 1. – Plúmica, 1991. augusztus 4.) görög költő, műfordító. Az 1930-as évek görög poétikai reneszánszának, az úgynevezett harmincas generációnak egyik kimagasló alakja Odisszeasz Elitisz, Jorgosz Szeferisz, és Jannisz Ritszosz mellett. Négyszer jelölték irodalmi Nobel-díjra.

## Élete
1912-ben született hanyatló dzsentri család sarjaként a Szpárti melletti Krokeészben. Iskolai tanulmányait szülőfalujában és Jíthioban végezte, de gyermekkorának legnagyobb részét a Tajgetosz oldalában fekvő Plúmicában, a család elszigetelt birtokán töltötte. 1929-ben felvételizett az athéni egyetemre, és ugyanebben az évben jelent meg első verseskötete. Pénzügyi nehézségei miatt azonban félbehagyta tanulmányait. Az 1930-as években sikertelenül próbálkozott gazdálkodással, rövid ideig egy selyemgyárban dolgozott, majd tisztviselő lett a munkaügyi minisztériumban. 1934-ben feleségül vette Kaliópi Aposztolídit, akivel két gyermekük született.
Vretákosz részt vett a görög–olasz háborúban, majd csatlakozott a kommunista Nemzeti Felszabadítási Fronthoz és fontos szerepet töltött be a megszálló nácikkal szembeni ellenállásban. A világháború után folytatta tisztviselői munkáját, de 1947-ben tisztogatás áldozata lett és távoznia kellett Athénből, majd 1949-ben pacifizmusa miatt a kommunista pártból is kizárták. Az 1950-es években Pireuszban dolgozott mint városi tanácsos és a helyi művészeti tanács elnöke, majd mint vámhivatalnok, újságíró, fordító, szerkesztő. Miután a görög belpolitikában enyhülés állt be, 1962-ben visszaköltözött Athénbe és az Állami Színháznál kapott állást. Az 1967-es katonai puccs után önkéntes száműzetésbe vonult és Svájcban, majd Szicíliában élt. 1974-ben, a katonai diktatúra bukása után hazaköltözött; élete utolsó évtizedeit Athén és Plúmica között osztotta meg.

## Munkássága
Közel hatvan verseskötete és versgyűjteménye jelent meg. Verseit több, mint 50 nyelvre fordították le. Kritikai művei közül a legjelentősebb a Kazandzákisz Odüsszeiájáról írt tanulmány.
Háromszor nyerte el a görög Állami Irodalmi Díjat, az ország legmagasabb irodalmi kitüntetését (1940, 1956, 1982), ezenkívül kitüntette az athéni egyetem (1974, 1982), a szicíliai irodalmi és művészeti társaság (1980), az Alexandriai Pátriárkátus (1984) és a Pánhellén Írószövetség (1989). Négyszer jelölték Nobel-díjra.
Több irodalmi társaság tiszteletbeli elnöke, az athéni Akadémia tagja. 1991-ben az athéni egyetem az irodalom tiszteletbeli doktorává avatta.

## Költészete
Plúmicai gyermekkora alatt szívéhez nőtt a hegyvidéki magány és elszigeteltség, és ez végigkíséri egész életművét; a tenger csak késői verseiben jelenik meg.
Egyszerre magányos és elkötelezett; egyidejűleg közelít félénken és emelkedetten a világhoz. Mint a többi alapvetően romantikus érzékenységű költő, Vretákosz is elválaszthatatlannak tartja a világot és a költészetet: a költészet az, melyen keresztül az ember köteléket alakíthat ki az isteni elvvel. A világ szépségét, a Teremtésből fakadó szeretetet kevesen veszik észre, és a költő feladata, hogy emlékeztesse erre az embereket.
Költeményei párbeszédesek, és mellőzik a hagyományos versformákat. Első olvasatra versei megtévesztően egyszerűek és érthetőek, de a felszín mögött ugyanolyan összetettek és széles látókörűek, mint a többi kiemelkedő görög költő munkái.

## Külső hivatkozások
- Néhány verse magyarul. Magyarul Bábelben. (Hozzáférés: 2019. április 9.)